# 新海伦巴赫
新海伦巴赫是德国莱茵兰-普法尔茨州的一个市镇。总面积0.97平方公里，总人口240人，其中男性120人，女性120人（2011年12月31日），人口密度247人/平方公里。